# 矢吹公郎
矢吹公郎（日语：／ Yabuki Kimio，1934年12月6日—），日本男性動畫演出家、動畫導演。出身於福島縣西白河郡東村（現白河市）。

## 經歷
矢吹公郎畢業於福島縣立白河高等學校，後來考入東京藝術大學美術學院鑄金系。1958年大學畢業後，加入東映京都攝影所。他曾擔任牧野正唯、佐佐木康的助理導演。1962年，他被調入東映動畫演出部門。
他首次負責演出工作的是《狼少年肯》（第7話）。曾在《少年忍者風之藤丸》中接受動畫導演楠部大吉郎演出技術的指導。他作為演出家活躍於《甜蜜小天使》和《虎面人》等作品。1968年，他執導電影《長靴貓》。該片榮獲莫斯科電影節兒童及青少年電影部門美術家同盟獎及莫斯科電影節最幽默電影獎。1970年，他被調入東映演出廣告部。1973年，他離開東映，成為自由工作者。曾擔任《一休和尚》、《The♥南瓜酒》等作品的導演及首席導演。由他製作的《赤鳥之心》第1話榮獲米蘭電影節短篇動畫部門第1名。
在活躍於電視動畫和電影動畫的同時，也以導演、演出、編劇的身份參與了多部教育短片的製作。
2014年，他獲得2014年度東京動畫獎導演部門的動畫功勞獎，該獎項旨在表彰為動畫產業和文化發展做出重大貢獻的人士。

## 參加作品

### 電視動畫
1963年
- 狼少年肯（日语：狼少年ケン）（演出）

1964年
- 少年忍者風之藤丸（日语：少年忍者風のフジ丸）（演出）

1965年
- （演出）

1966年
- 海賊王子（日语：海賊王子）（演出）

1969年
- 甜蜜小天使 (1969年版)（演出）
- 虎面人（演出）

1972年
- 卡利麥羅 (1972年版)（監修）

1973年
- 咚隆隆炎魔君（首席導演、演出）

1975年
- 少年德川家康（首席導演）
- 一休和尚（導演、演出）

1977年
- 奇妙家庭變形豆（監修）

1979年
- 日本名作童話系列 赤鳥之心（日语：日本名作童話シリーズ 赤い鳥のこころ）（製作人）

1982年
- The♥南瓜酒（首席導演、演出）

1983年
- （演出、作詞）
- 我是一條狗 神犬松五郎（日语：ドン松五郎の生活#テレビアニメ）（導演）

1989年
- 森林王子 少年毛克利（劇本統籌）

### 電影動畫
1963年
- 淘氣王子戰大蛇（日语：わんぱく王子の大蛇退治）（演出助手）

1964年
- 狼少年肯：圖騰柱的魔人 單膛室手槍騒動（日语：狼少年ケン#劇場版）（演出）
- 少年忍者風之富士丸：神秘的阿拉伯人偶（日语：少年忍者風のフジ丸#劇場版）（演出）

1965年
- 少年忍者風之富士丸：夢幻魔術團（日语：少年忍者風のフジ丸#劇場版）（演出）

1968年
- 劇場版 安徒生物語（日语：アンデルセン物語#劇場映画「アンデルセン物語」（1968年））（演出）

1969年
- 長靴貓（導演）

1970年
- （演出）

1976年
- 劇場版 一休和尚（導演）

1977年
- 一休和尚：智力測驗（演出主任）

1978年
- 一休和尚與刁蠻公主（導演）

1980年
- 世界名作童話 有生命的森林（日语：森は生きている）（導演、編劇）

1981年
- 世界名作童話 白鳥之湖（導演、演出）

1982年
- 一休和尚：春天！刁蠻公主（導演）

1984年
- The♥南瓜酒：尼塔的愛情物語（導演）

1985年
- Rainbow Brite And The Star Stealer（日语：魔法少女レインボーブライト）（導演）《魔法少女彩虹布萊特》的動畫電影。

1987年
- （編劇）

1992年
- Little Twins：我們的夏天在飛翔（日语：リトルツインズ）（首席製作人）

### OVA
1988年
- 宇宙家族卡賓遜（日语：宇宙家族カールビンソン）（導演）

1992年
- Little Twins（日语：リトルツインズ）（首席製作人）

### 教育、宣傳動畫
1972年
- （導演）

1973年
- （編劇、演出）

1975年
- （編劇、演出）

1978年
- 權狐（導演、編劇）

1980年
- （演出）

1982年
- （編劇、演出）

1985年
- （導演、編劇）

1987年
- （作畫監督）
- （導演）
- （導演）
- （導演）

1989年
- （導演）
- （導演）

1990年
- （導演）

1993年
- （導演、編劇）
- （導演）

1999年
- （導演、編劇）
- （導演、編劇）

## 相關項目
- 東映動畫
- 日本動畫師列表（日语：アニメ関係者一覧）

## 外部連結
- 矢吹公郎 （日語）—allcinema（日语：allcinema）
- 矢吹公郎在互联网电影资料库（IMDb）上的資料（英文）